# Pascal Faberot
Pascal Faberot est un homme politique français né le 17 mai 1834 à Mallén (Espagne) et décédé le 23 août 1908 à Paris.

## Biographie
Ouvrier chapelier, il est un des fondateurs de la Chambre syndicale des ouvriers et ouvrières en chapellerie de Paris. Il milite dans les rangs socialistes et participe activement à la Commune de Paris. Socialiste allémaniste, il participe, en 1891, à la fondation du parti ouvrier socialiste révolutionnaire. Il est député de la Seine de 1893 à 1898, battant Charles Floquet, ancien président du conseil, dans la circonscription du quartier Méricourt (11e arrondissement) .